# Ausonius van Popma
Ausonius van Popma, Ausonius Popma ou Aesge Popma est un juriste et philologue hollandais, né à IJlst dans la province de Frise vers 1563 et mort en 1613 ou en 1621. 
Il étudie la littérature et la jurisprudence à Cologne et à Louvain, puis s’occupe de travaux d’érudition. Popma avait trois frères, nés comme lui à IJlst, qui lont également publié des ouvrages de philologie ; le plus remarquable, Titus, a publié, entre autres écrits, Castigationes in epistolas Ciceronis ad familiares à Anvers en 1572) et De operis servorum en 1608.

## Œuvres
- De usu antiquæ locutionis, Leyde, imprimerie Plantin (François Ravlenghien II), 1606 ; Giessen, Nikolaus Hampel, 1609 ;
- De differentiis verborum, traité sur les synonymes latins : Leyde, imprimerie Plantin (François Ravlenghien II), 1606 ; souvent réédité : Giessen, Nikolaus Hampel, 1609 ; Marburg, 1635  ;
- De ordine et usu judiciorum, Arnheim, 1617 ;

On lui doit aussi des commentaires sur Caton, Varron, Velleius Paterculus.